# Xã Logan, Quận Minnehaha, Nam Dakota
Xã Logan (tiếng Anh: Logan Township) là một xã thuộc quận Minnehaha, tiểu bang Nam Dakota, Hoa Kỳ. Năm 2010, dân số của xã này là 273 người.